# Michael King
Michael King (ur. 15 grudnia 1945 w Wellington, zm. 30 marca 2004) – historyk nowozelandzki, badacz tradycji Maorysów.
Studiował filologię angielską i historię na Victoria University i Uniwersytecie w Waikato. Po studiach podjął pracę dziennikarza w "Waikato Times", gdzie zajmował się sprawami Maorysów. Poznał w tym okresie ich historię i zwyczaje, a także biegle opanował język. Owocem tych badań były książki Moko: Maori Tattooing in the 20th Century, Maori: A Photographic and Social History, a także biografie wiodących postaci maoryskich Te Puea (księżniczka Te Puea Herangi) i Whina (Dame Whina Cooper).
Niektóre inne książki:
- Being Pakeha: An Encounter With New Zealand and the Maori Renaissance
- Hidden Places: A Memoir in Journalism
- The Penguin History of New Zealand
- biografie wybitnych pisarzy - Franka Sargesona i Janet Frame

Był prezydentem Towarzystwa Pisarzy Nowej Zelandii, w 1988 został uhonorowany Orderem Imperium Brytyjskiego; w 2003 otrzymał przyznaną po raz pierwszy Nagrodę Premiera za osiągnięcia literackie (w kategorii literatury dokumentalnej). W grudniu 2003 nowozelandzka edycja "Heralda" nadała mu tytuł Człowieka Roku.
Walczył z chorobą nowotworową; zginął w wypadku samochodowym razem z żoną, Marią Jungowską, redaktorem wydawnictw książkowych (historia Nowej Zelandii, biografie, literatura dla dzieci).